# Monestir de Putna
El monestir de Putna (en romanès, Mănăstirea Putna) es troba a uns 30 quilòmetres a nord-oest de la ciutat de Rădăuți, prop del riu Putna, Romania, enmig d'un paisatge pintoresc de muntanyes i turons coberts de boscos. És un dels principals centres religiosos i culturals de l'Església Ortodoxa Romanesa.
Va ser construït entre els anys 1466 i 1469, durant el mandat d'Esteve III de Moldàvia, que es troba inhumat allí, sent avui un lloc de peregrinació. L'actual església va ser gairebé construïda de nou entre els anys 1653 i 1662. Primera i principal institució monàstica del Principat de Moldàvia, va funcionar com a escola de retòrica, gramàtica i lògica per a la formació del clergat, així com a centre difusor d'influència artística i musical a la regió.

## Imatges

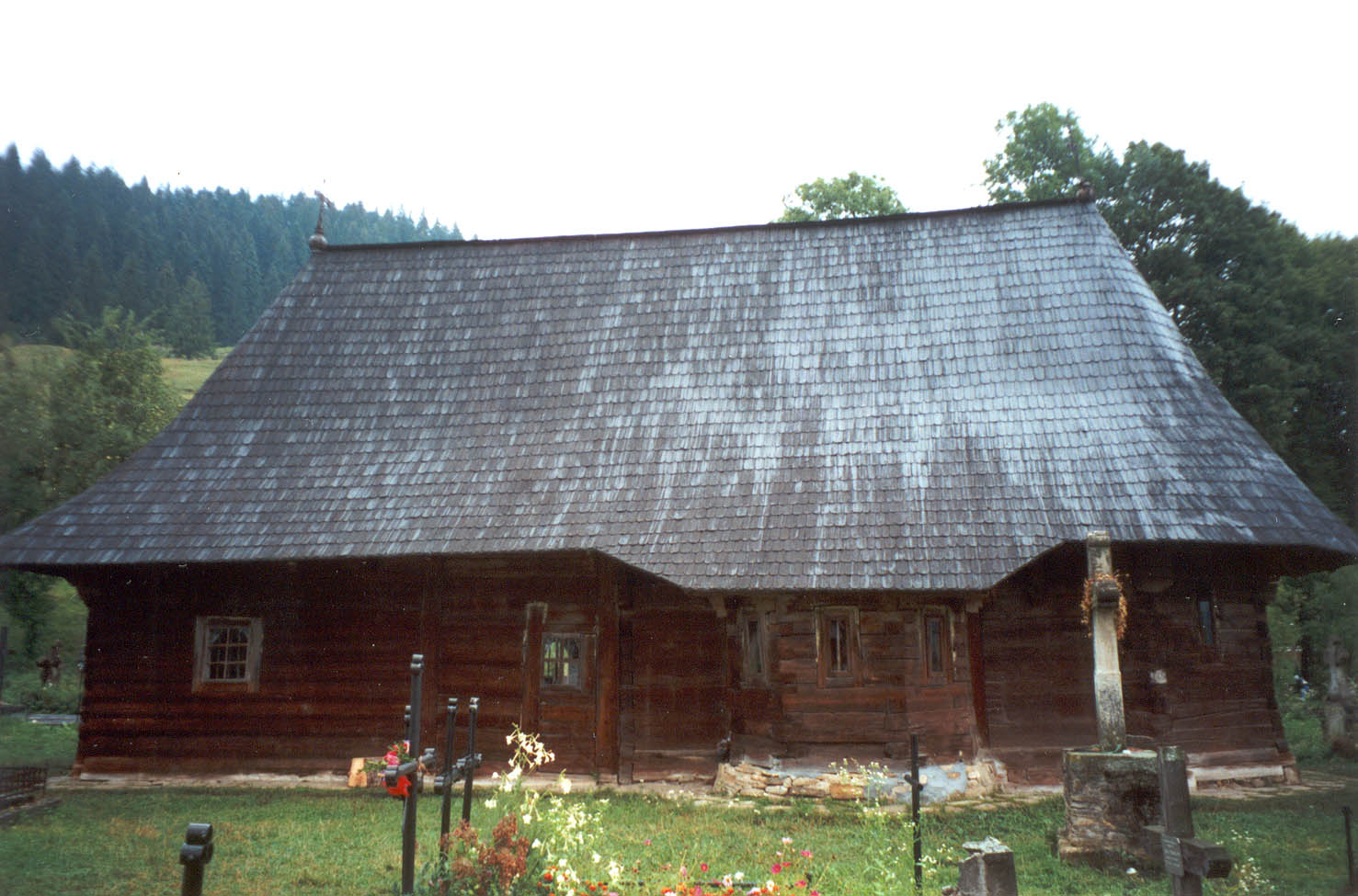
Putna - Església antiga
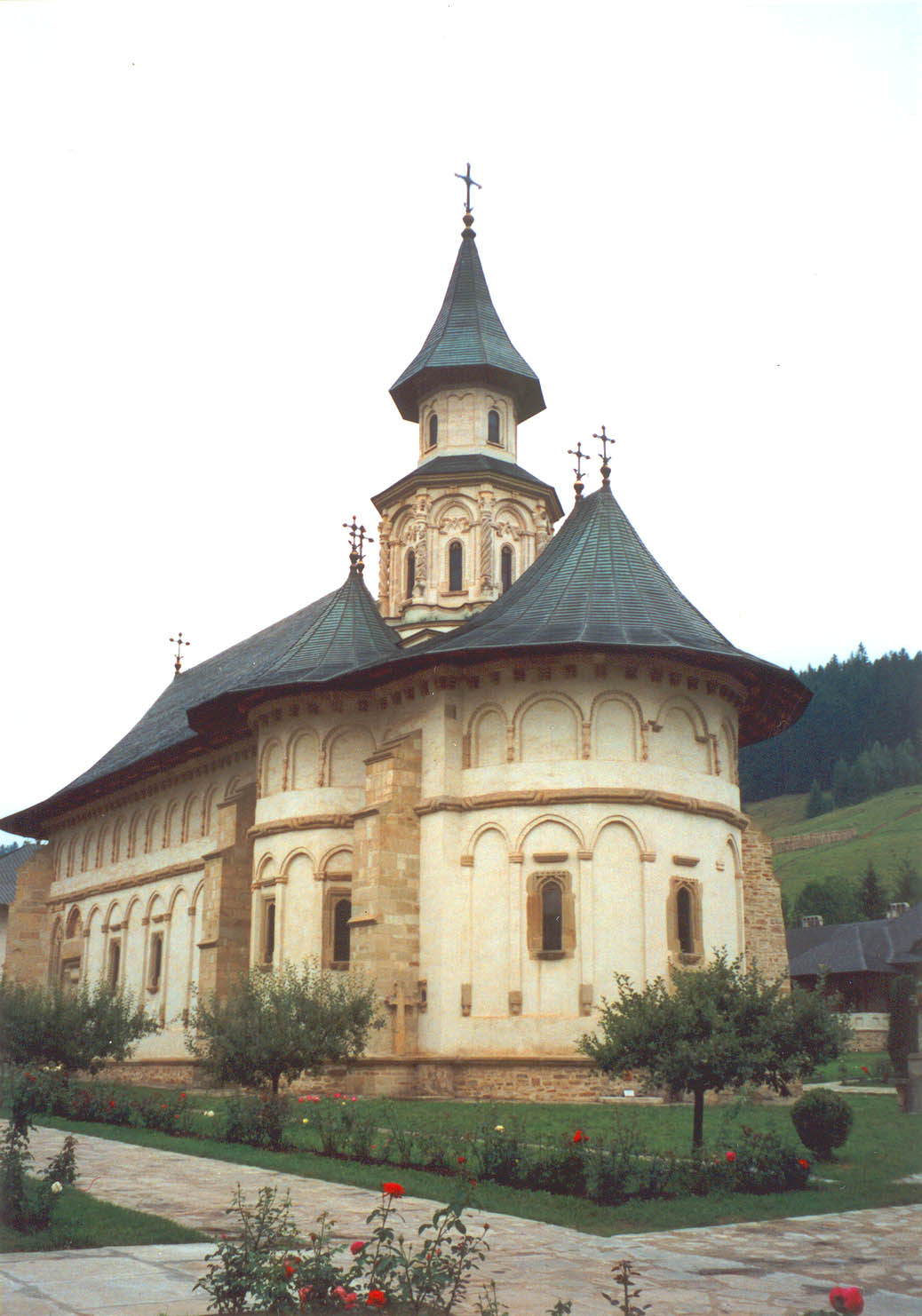
Monestir de Putna
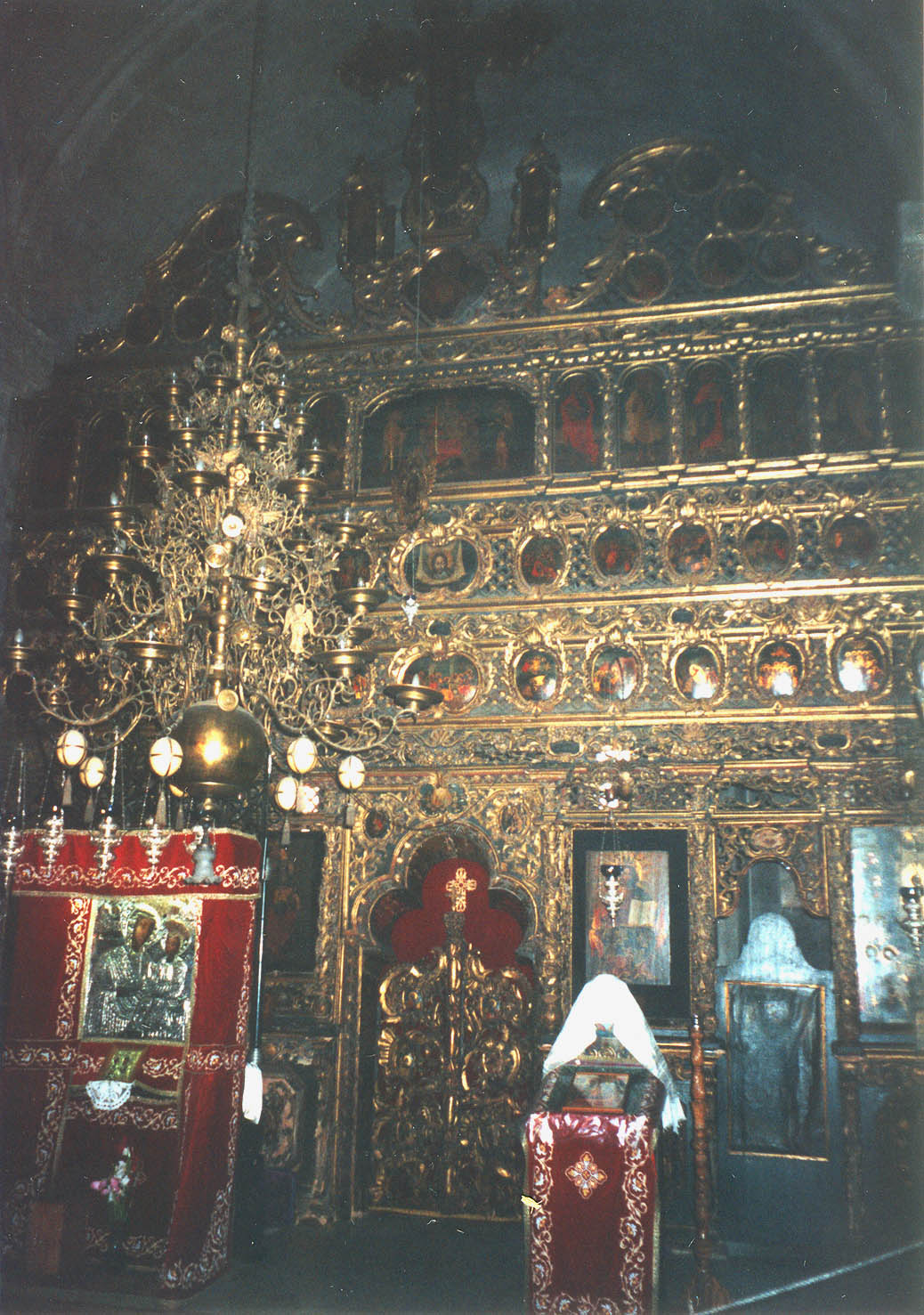
Monestir de Putna interior
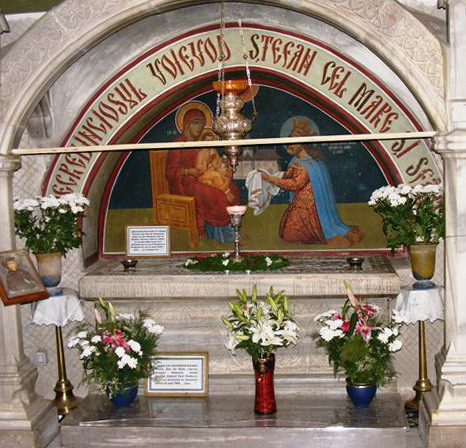
La tomba d'Esteve el Gran i de Maria Voichița (la seva tercera esposa)
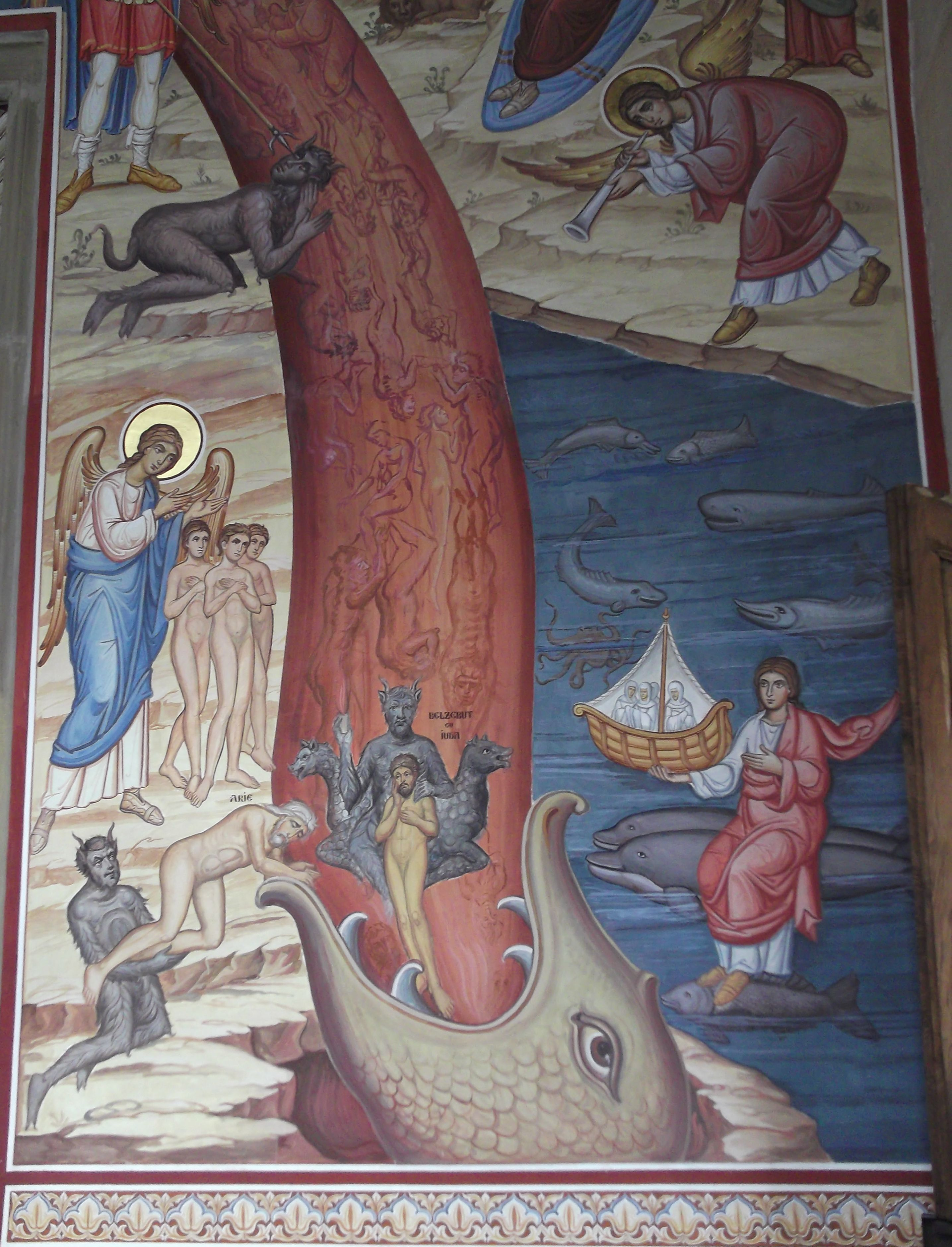
Detall de pintura (porxo)
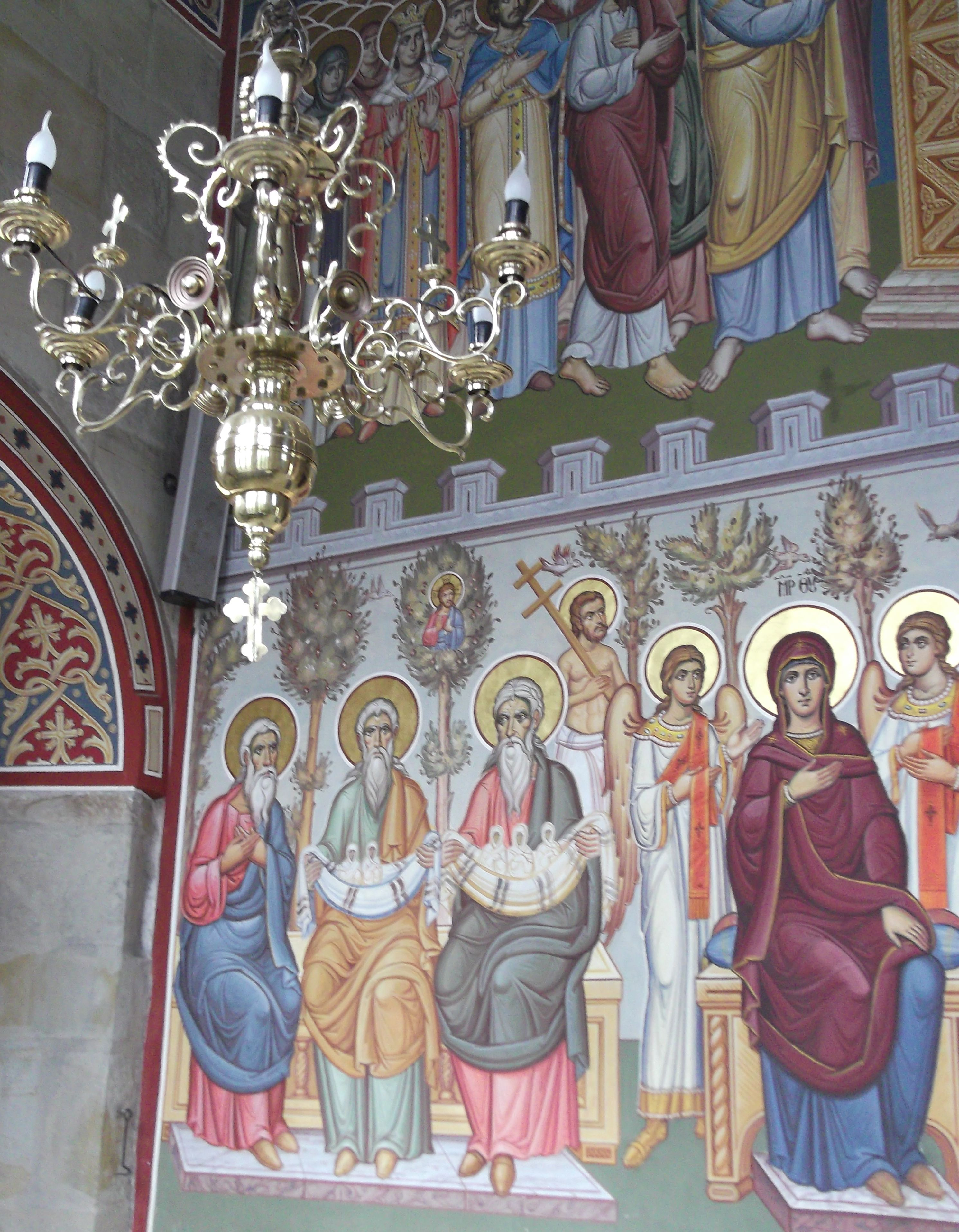
Detall de pintura interior
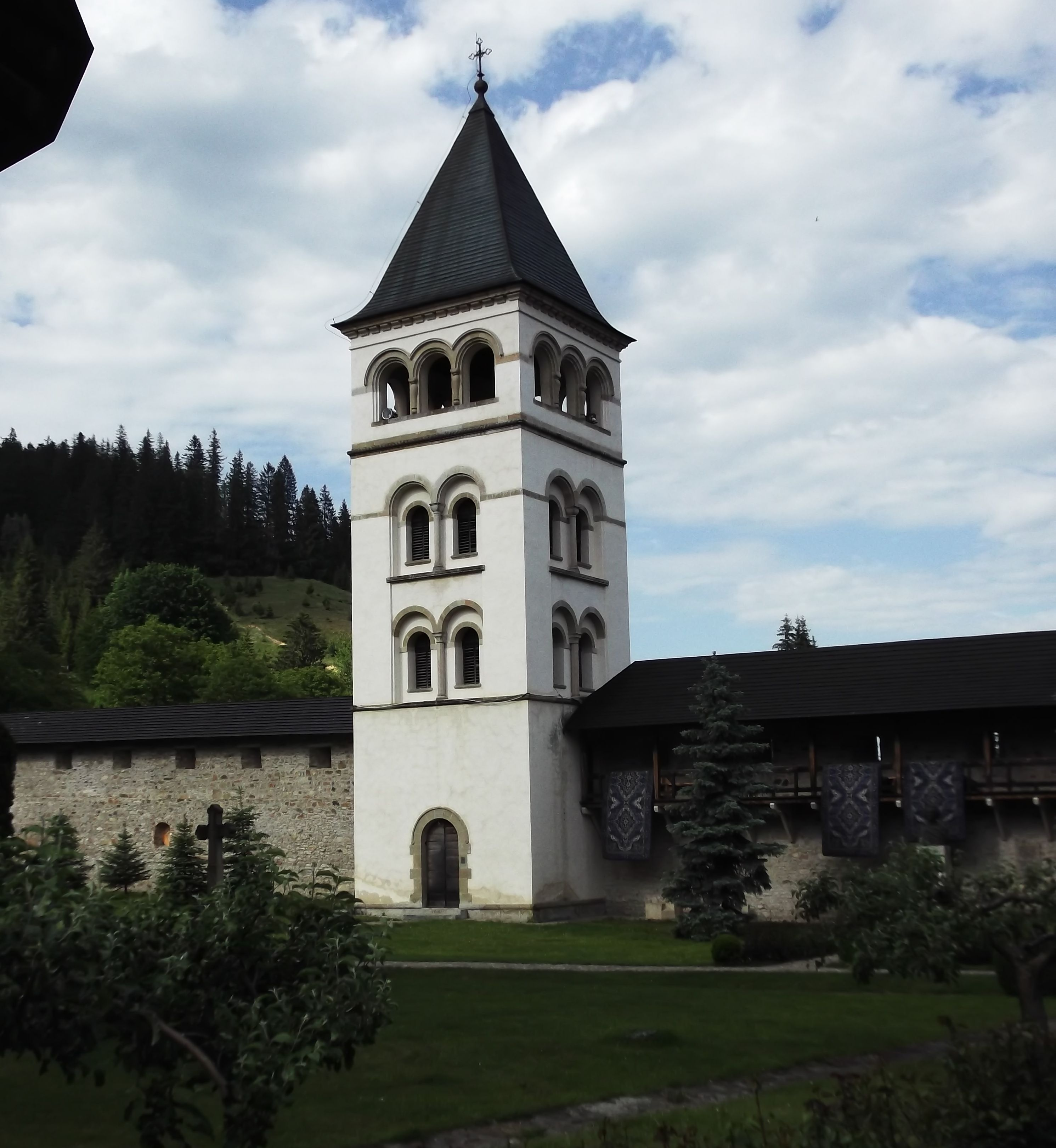
Campanar d'espadanya
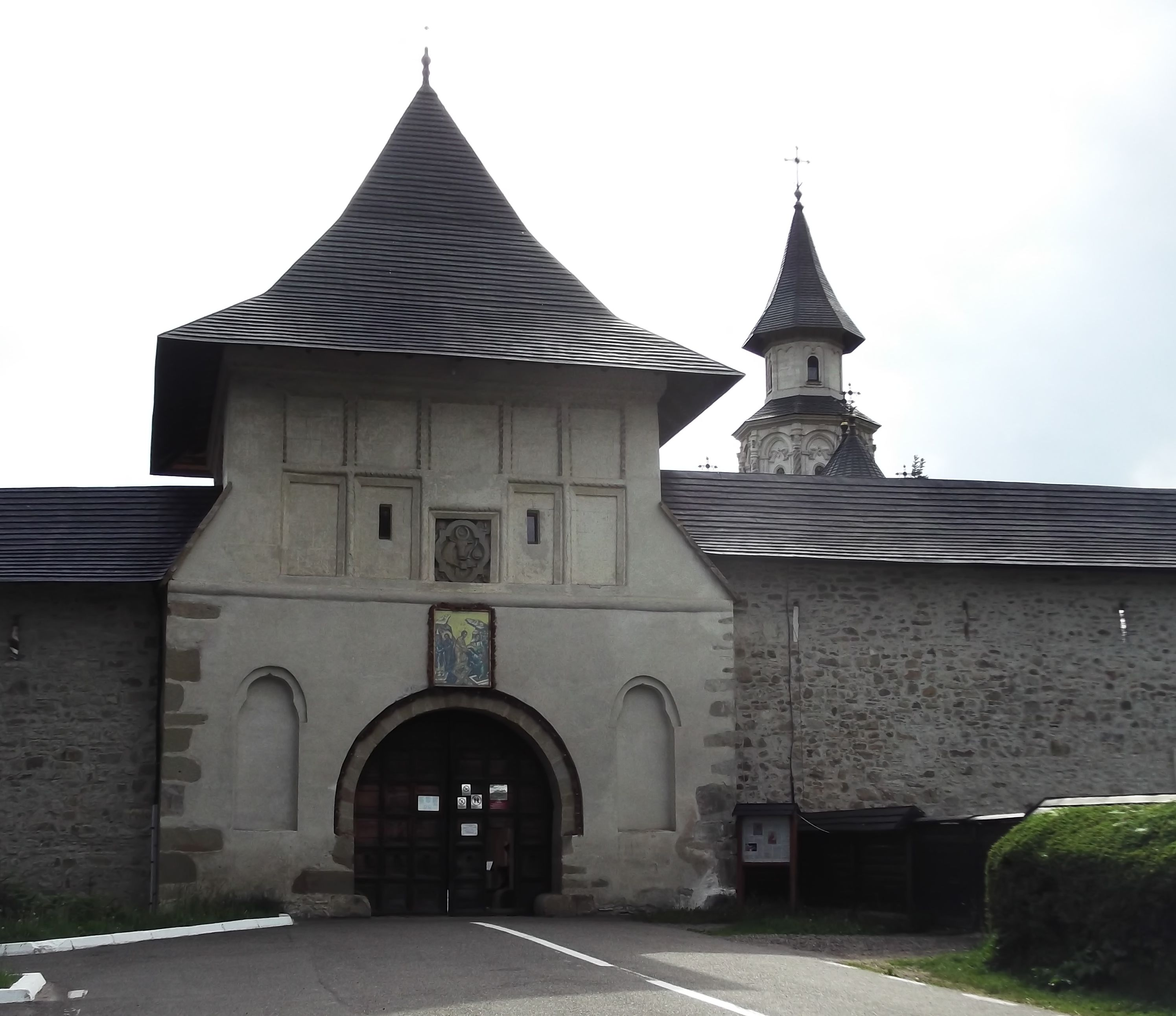
La torre de la porta
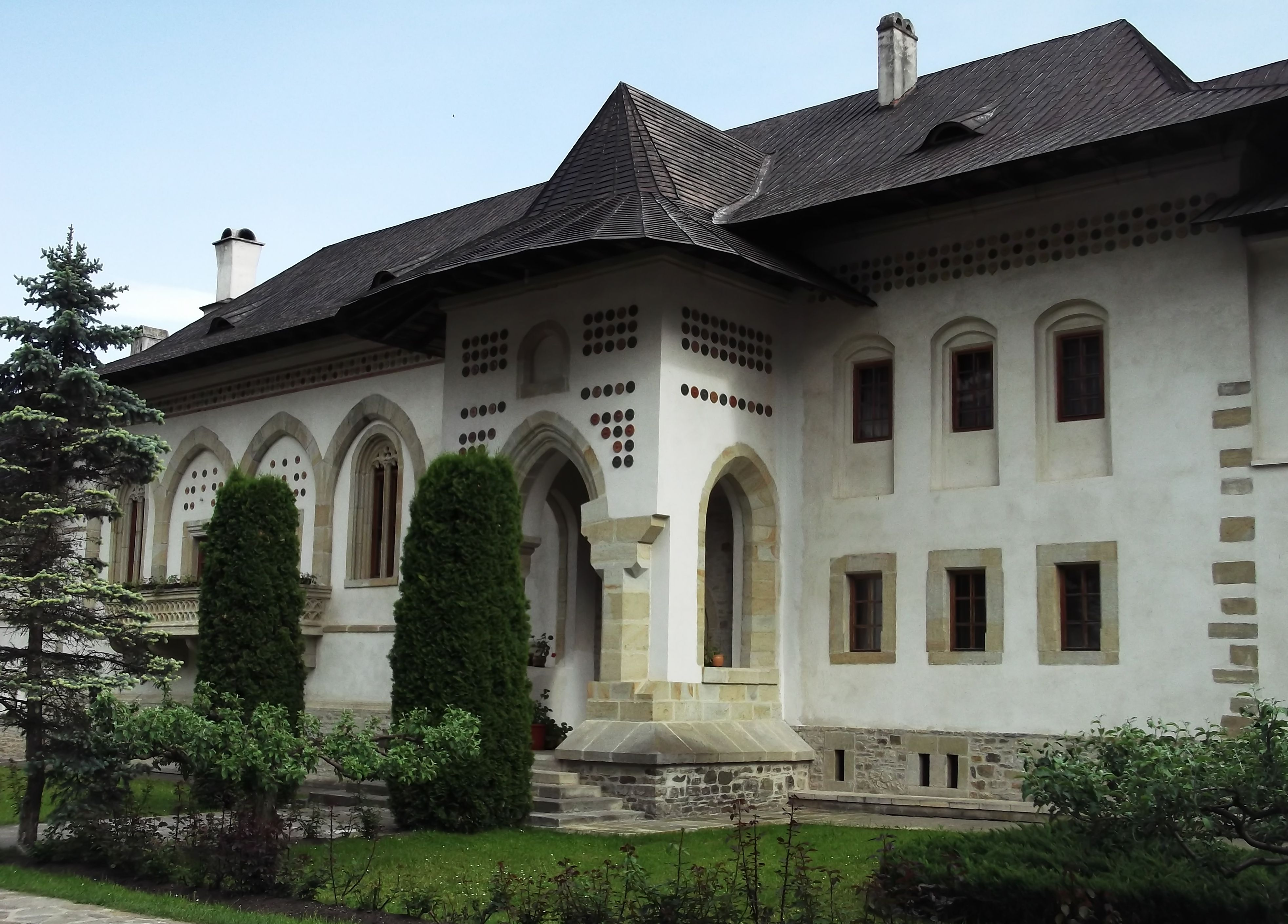
La casa del príncep
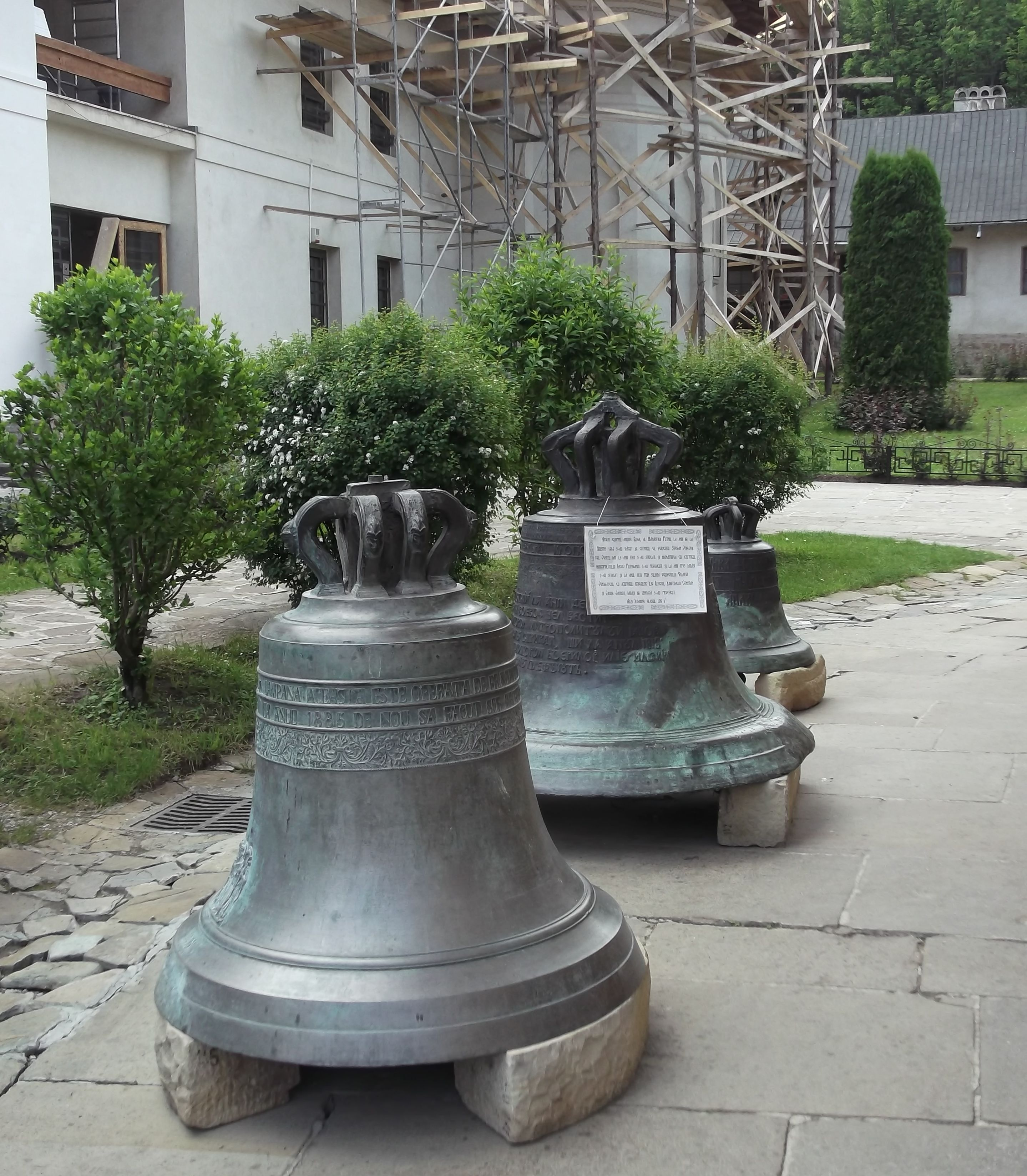
Les campanes del monestir de Putna